# Diocesi di Bangassou
La diocesi di Bangassou (in latino Dioecesis Bangassuensis) è una sede della Chiesa cattolica nella Repubblica Centrafricana suffraganea dell'arcidiocesi di Bangui. Nel 2022 contava 84.600 battezzati su 597.000 abitanti. È retta dal vescovo Juan-José Aguirre Muñoz, M.C.C.I.

## Territorio
La diocesi comprende le prefetture di Haut-Mbomou e Mbomou nella Repubblica Centrafricana.
Sede vescovile è la città di Bangassou, dove si trova la cattedrale di San Pietro Claver.
Il territorio si estende su 134.284 km² ed è suddiviso in 13 parrocchie.

## Storia
La prefettura apostolica di Bangassou fu eretta il 14 giugno 1954 con la bolla Cum pro certo di papa Pio XII, ricavandone il territorio dal vicariato apostolico di Bangui (oggi arcidiocesi).
Il 10 febbraio 1964 la prefettura apostolica è stata elevata a diocesi con la bolla  Quod sacri Evangelii di papa Paolo VI.
Il 18 dicembre 2004 ha ceduto una porzione del suo territorio a vantaggio dell'erezione della diocesi di Alindao.

## Cronotassi dei vescovi
Si omettono i periodi di sede vacante non superiori ai 2 anni o non storicamente accertati.
- Martin Bodewes, C.S.Sp. † (4 marzo 1955 - 10 febbraio 1964 dimesso)
- Antoine Marie Maanicus, C.S.Sp. † (10 febbraio 1964 - 21 dicembre 2000 deceduto)
- Juan-José Aguirre Muñoz, M.C.C.I., succeduto il 21 dicembre 2000

## Statistiche
La diocesi nel 2022 su una popolazione di 597.000 persone contava 84.600 battezzati, corrispondenti al 14,2% del totale.
| anno | popolazione | popolazione | popolazione | presbiteri | presbiteri | presbiteri | presbiteri                | diaconi | religiosi | religiosi | parrocchie |
| anno | battezzati  | totale      | %           | numero     | secolari   | regolari   | battezzati per presbitero | diaconi | uomini    | donne     | parrocchie |
| ---- | ----------- | ----------- | ----------- | ---------- | ---------- | ---------- | ------------------------- | ------- | --------- | --------- | ---------- |
| 1970 | 42.367      | 354.000     | 12,0        | 32         | 1          | 31         | 1.323                     |         | 47        | 57        | 20         |
| 1980 | 39.978      | 337.000     | 11,9        | 28         | 4          | 24         | 1.427                     |         | 34        | 33        | 12         |
| 1990 | 60.509      | 367.000     | 16,5        | 29         | 7          | 22         | 2.086                     |         | 31        | 30        | 21         |
| 1999 | 92.246      | 350.500     | 26,3        | 39         | 22         | 17         | 2.365                     |         | 17        | 31        | 19         |
| 2000 | 94.100      | 350.000     | 26,9        | 31         | 14         | 17         | 3.035                     |         | 17        | 31        | 19         |
| 2001 | 80.271      | 420.000     | 19,1        | 25         | 12         | 13         | 3.210                     |         | 15        | 35        | 21         |
| 2002 | 82.100      | 420.000     | 19,5        | 30         | 16         | 14         | 2.736                     |         | 19        | 30        | 21         |
| 2003 | 82.100      | 420.000     | 19,5        | 28         | 15         | 13         | 2.932                     |         | 16        | 25        | 21         |
| 2004 | 85.899      | 445.000     | 19,3        | 31         | 16         | 15         | 2.770                     |         | 19        | 26        | 21         |
| 2005 | 52.000      | 191.500     | 27,2        | 19         | 4          | 15         | 2.736                     |         | 1         | 19        | 8          |
| 2006 | 53.300      | 194.000     | 27,5        | 28         | 11         | 17         | 1.903                     |         | 19        | 17        | 12         |
| 2012 | 90.000      | 214.000     | 42,1        | 29         | 24         | 5          | 3.103                     | 7       | 7         | 25        | 11         |
| 2015 | 95.000      | 226.000     | 42,0        | 31         | 27         | 4          | 3.064                     |         | 6         | 23        | 11         |
| 2018 | 87.915      | 465.170     | 18,9        | 28         | 22         | 6          | 3.139                     |         | 7         | 12        | 11         |
| 2020 | 82.500      | 582.500     | 14,2        | 28         | 24         | 4          | 2.946                     |         | 5         | 8         | 14         |
| 2022 | 84.600      | 597.000     | 14,2        | 32         | 28         | 4          | 2.643                     |         | 6         | 8         | 13         |